# Tetrabiblos

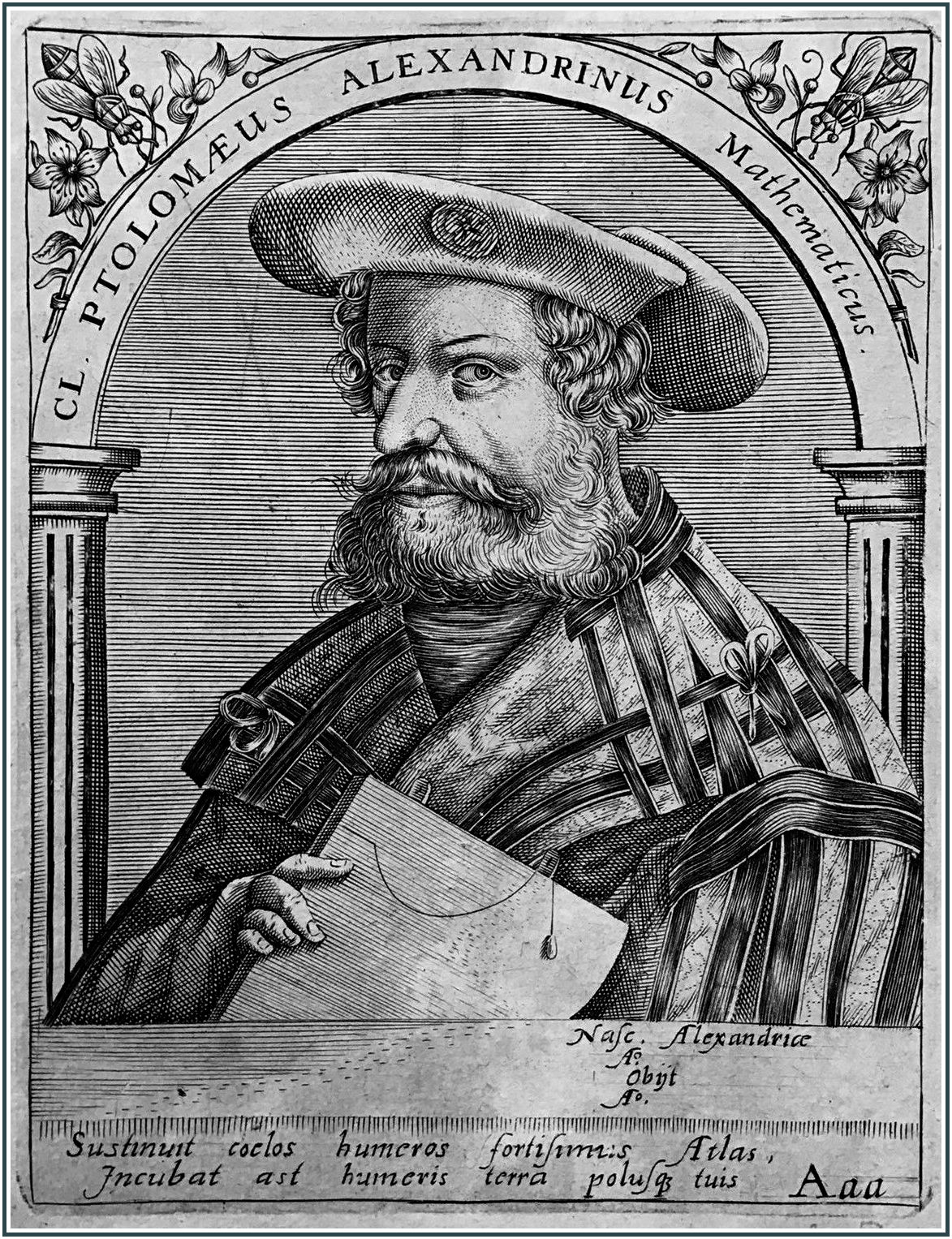
Gefantaseerde uitbeelding van Ptolemaeus uit de 16e eeuw. Houtsnede door Theodore de Bry (1528-1598).
Het opschrift luidt:
"Sustinuit caelos humeros fortisimus Atlas
Incubat ast humeris terra polusque tuis."
De machtige Atlas torste het gewicht van de hemelen op zijn schouders. Maar dat van de aarde en zijn pool rust op de Uwe.

Tetrabiblos is de naam van Claudius Ptolemaeus' verhandeling over astrologie, tevens bekend als Apotelesmatika ("Astrologische invloeden") en in het Latijn als Quadripartitum (vier delen). De Griekse benaming 'Tetrabiblos' betekent "Vier boeken". Het werk is vanaf zijn ontstaan in de 2e eeuw voortdurend gekopieerd en later herdrukt. Het was eeuwenlang het meest toonaangevende werk over astrologie.

## De auteur
Ptolemaeus is het best bekend voor het 'ptolemeïsch' systeem, waarbij de aarde het centrum is van het universum, met rond haar draaiende kristallijne sferen. Hij ging ervan uit dat het universum een directe invloed had op aardse gebeurtenissen, wat ook de basis voor het geloof in astrologie bleef. Deze overtuiging hield bijna duizend jaar stand en werd zelfs door de katholieke kerk getolereerd, tot Copernicus en Galileo deze geocentrische kosmologie verwierpen en haar vervingen door een heliocentrisch systeem.

## Inhoud
De Tetrabiblos heeft nooit de status van Ptolemaeus 'Almagest' gekregen maar genoot toch veel populariteit als een compendium van de beschikbare astrologische kennis. Het is geen boek dat als handleiding bedoeld is om astrologie te beoefenen, want het richt zich op algemene principes en veel minder op praktische uitwerking. Ptolemaeus leek vooral de astrologie te willen verdedigen door haar regels te bepalen en haar geloofwaardiger te maken door betrouwbare astronomische data te verzamelen en zich af te zetten tegen verwerpelijke praktijken als numerologie.
In hoeverre Ptolemaeus steunde op eerdere bronnen is niet goed meer te achterhalen. Het staat wel vast dat hij zijn materiaal in een systeem heeft geordend met de bedoeling om aan te tonen dat astrologie op een rationele basis beoefend kon worden. Hij presenteerde de Tetrabiblos als tweede deel van een studie over astronomie, waarvan de Almagest het eerste was. In dit tweede deel behandelde hij de invloed van de hemellichamen in de ondermaanse sfeer. Hij legt uit wat precies de astrologische invloed van elke planeet is, steunend op de combinatie van hun verhitting, koeling, bevochtiging en droging,
Ptolemaeus ging ervan uit dat astrologie praktisch beoefend kon worden, net zoals geneeskunde en dat er bij de interpretatie met heel wat variabele factoren rekening moest worden gehouden. Het ras van de persoon, zijn land en zijn opvoeding wogen hier even zwaar door als de posities van de zon, de maan en de planeten op het precieze tijdstip van geboorte.

## Vertalingen en uitgaven

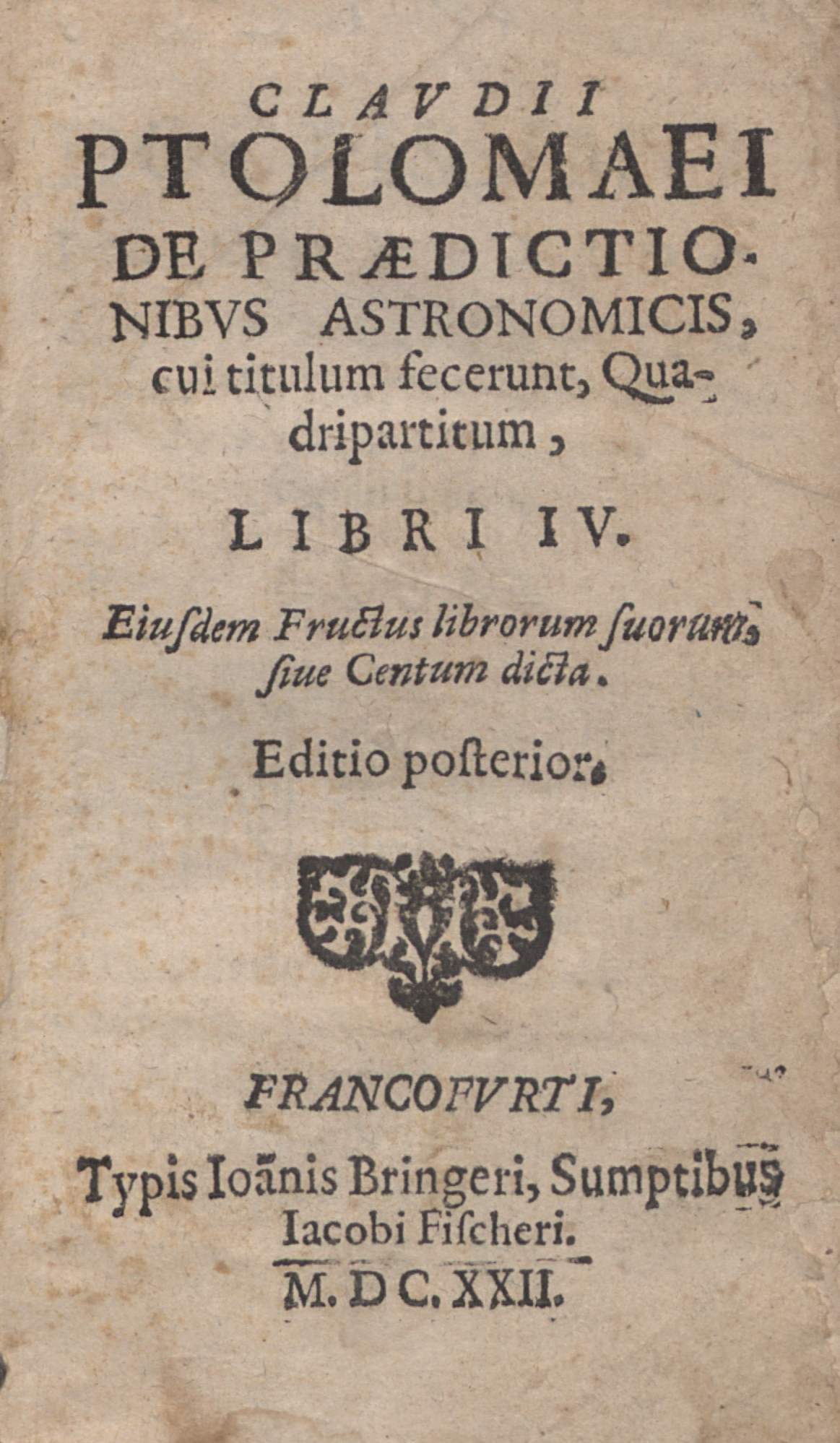
Quadripartitum, 1622

### Griekse tekst
Ondanks zijn status als autoritair werk op gebied van astrologie gedurende een periode van meer dan duizend jaar, werd de Griekse tekst van de Tetrabiblos slechts driemaal gedrukt. Sinds de 16e eeuw zelfs niet meer. Het gaat om de volgende edities:
1. Eerste quarto editie in Neurenberg, 1535 : door Joachim Camerarius, gedrukt bij Froben. Deze uitgave bevat ook de Latijnse vertaling van Boeken I-II en gedeelten van Boeken III-IV, alsook zijn verklarende aantekeningen bij Boeken I-II, de Griekse tekst van de Καρπός en een Latijnse vertaling van J. Pontanus.
2. Een tweede octavo editie, eveneens door Camerarius, te Bazel in 1553, gedrukt door Joannes Oporinus. Het bevat de Griekse tekst van de Tetrabiblos, een Latijnse vertaling van Philip Melanchthon, en een Καρπός zowel in Latijn als Grieks.
3. Fr. Junctinus' Speculum astrologiae bevatte ook de Griekse tekst van de Tetrabiblos. De tweede editie ervan - in twee folio delen - werd uitgegeven in Leiden in 1581.

### Vertalingen
- De oudste vertaling van de Tetrabiblos is een Arabische negende-eeuwse versie van Ishaq ben Hunein.
- Latijnse vertalingen van Plato Tiburtinus in 1138, en van Aegidius de Thebaldis in het midden van de dertiende eeuw. Dit waren de vertalingen waarmee middeleeuws Europa in contact kwam met de Tetrabiblos. Gedrukte uitgaven van deze werken - de eerste dateert van 1484 - circuleerden samen met manuscripten, kopieën van deze editie.
- Belangrijker zijn de eerder vernoemde Latijnse vertalingen, recht uit het Grieks, van Camerarius zelf.
- Een vertaling van Antonius Gogava, uitgegeven te Leuven in 1543, werd meermaals herdrukt op andere plaatsen, bijvoorbeeld in Padua in 1658. Dit was ook de versie die Cardanus gebruikte bij zijn commentaren.
- Philip Melanchthon's vertaling uit 1553.
- Een Engelse vertaling uit 1701 door John Whalley. Een tweede editie ervan verscheen in 1786. Deze uitgaven hebben niet zulke beste reputatie door de vele fouten en blunders die er in staan. Tot zijn verdediging kan aangevoerd worden dat Ptolemaeus helemaal niet zo gemakkelijk is om te vertalen.